# Gilbert Ford
Gilbert "Gib" Ford (Tulia, 14 september 1931 – Naples, 10 januari 2017) was een Amerikaans basketballer. Hij won met het Amerikaans basketbalteam de gouden medaille op de Olympische Zomerspelen 1956.
Ford speelde voor het team van de Universiteit van Texas in Austin en de Phillips 66ers. Tijdens de Olympische Spelen speelde hij 8 wedstrijden, inclusief de finale tegen de Sovjet-Unie. Gedurende deze wedstrijden scoorde hij 39 punten.
Na zijn carrière als speler was hij werkzaam bij het schoenenmerk Converse, waar hij jarenlang algemeen directeur was. Hij maakte ook deel uit van het bestuur van de Basketball Hall of Fame.